# Pfälzer Weinkehlchen
Die Pfälzer Weinkehlchen waren ein Kinder- und Jugendchor aus Neustadt an der Weinstraße, der 1949 von Hans Moster (1910–1982), einem Oberlehrer an der Ostschule in Neustadt und Pfälzer Mundartdichter, gegründet und bis 1980 geleitet wurde. Der Chorbetrieb wurde nach einem Beschluss des Vorstandes zum April 2019 eingestellt. Die Kinder sind zusammen mit dem Chorleiter David Forger in einen neuen Chor übergegangen. Unter dem Namen „HaardtChor Kids“ ist der Chor beim CVJM Neustadt angesiedelt.

## Diskografie (Auswahl)

### Alben
- 1974 Wir singen fröhlich zur Weihnacht (BASF Records/Leser Service)
- 1975 Wir singen und jubilieren (Leser Service)
- 1977 Fort mit den Grillen …
- 1984 Herr Lehrer, Herr Lehrer, Ein Jäger aus Kurpfalz [Potpourri]
- 1991 Froh zu sein bedarf es wenig
- 1994 Mer sin die Woikehlcher
- 1996 Lob, Ehr´ und Preis
- 2009 60 Jahre Pfälzer Weinkehlchen
- 2009 Es tönen die Lieder (Alojado)
- 2009: Weihnachten mit den Pfälzer Weinkehlchen (Alojado)
- 2011 Die Heilige Nacht

## Fernsehauftritte
- 1962 in Sing mit Horst (SWF)[1]
- 1977 in Auf Los geht’s los (SWF/ARD; Folge 07 vom 29. Oktober 1977 live aus der Europahalle Trier)[2]
- 1979 in Baden-Badener Nachmittag (SWF)[3]

## Auszeichnungen
- 1981 Pälzer Krischer